# František Kopečný (fotbalista)
František Kopečný (* 14. září 1940) je bývalý československý fotbalista, útočník.

## Fotbalová kariéra
V československé lize hrál za Spartak Hradec Králové, s nímž získal roku 1960 historický titul mistra, jediný v dějinách klubu a první, který v československé lize putoval mimo Prahu a Bratislavu. Nastoupil ve 22 ligových utkáních a dal 2 góly.

## Ligová bilance
| Ročník                                   | Zápasy | Góly | Klub                   |
| ---------------------------------------- | ------ | ---- | ---------------------- |
| 1. československá fotbalová liga 1959/60 | 1      | 0    | Spartak Hradec Králové |
| 1. československá fotbalová liga 1963/64 | 1      | 0    | Spartak Hradec Králové |
| 1. československá fotbalová liga 1965/66 | 4      | 1    | Spartak Hradec Králové |
| 1. československá fotbalová liga 1966/67 | 16     | 1    | Spartak Hradec Králové |
| CELKEM 1. liga                           | 22     | 2    |                        |